# Антиохия Писидийская
Антиохия Писидийская (др.-греч.  Αντιόχεια τὴς Πισιδίας; лат. Antiochia ad Pisidiam) — город в Писидии (историческая область на юго-западе Малой Азии), на границе Фригии. Ныне в Анталии (Турция). Возведён жителями примеандрской Магнезии при Селевкидах (Селевк I Никатор).
В Сирии и Малой Азии насчитывались по крайней мере 16 городов, называвшихся Антиохией.
Со времени Августа римская колония под названием Кесария (Цезарея; лат. Antiochia Caesarea / Colonia Caesarea). Иудеи имели в Антиохии свою синагогу. Христианская церковь в Антиохии была основана апостолом Павлом. Кроме него в городе проповедовал также апостол Варнава.
Город упоминается в Новом Завете (Деян. 13:14). В кн. Деяний Апостольских помещена обширная, особенно сильная, проповедь апостола Павла, бывшего в городе проездом, сказанная им в одной из синагог города в субботний день (Деян. 13:14—41). После чего «в следующую субботу почти весь город собрался слушать слово Божие» (Деян. 13:44). Из-за своих речей апостолы подверглись гонениям, им пришлось удалиться в Иконию для спасения своей жизни. При Диоклетиане здесь было несколько мучеников.